# Красный Октябрь (Сонковский район)
Кра́сный Октя́брь — деревня в Сонковском районе Тверской области России. Относится к Горскому сельскому поселению.

## География
Находится в 16 км к западу от районного центра Сонково, в 1,5 км от деревни Горка, центра сельского поселения.

## История
По данным 1859 года на месте деревни владельческая мыза Подобино Бежецкого уезда, 4 двора, 77 жителей. В конце XIX — начале XX века — усадьба (сельцо) Подобино, владельцы — дворяне Неведомские. По названию сельца — соседняя железнодорожная станция Подобино (в 2 км к югу).
После Великой Октябрьской социалистической революции стала деревней и переименована в Красный Октябрь, центр Краснооктябрьского сельсовета.

## Население
| 1996 | 2010 |
| ---- | ---- |
| 41   | ↘34  |

В 1996 году в деревне 17 хозяйств, 41 житель.